# Aku Aku (Geistwesen)

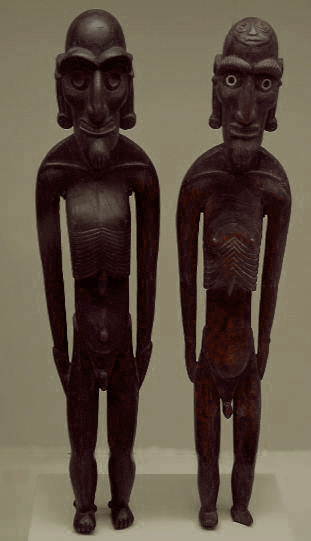
Moai Kavakava, möglicherweise Aku Aku darstellend

Die Aku Aku (polynesisch: Geist, Seele, Schatten, Gespenst) sind spirituelle Wesen aus der Mythologie der Osterinsel. Die Rapanui glaubten, dass ein immaterieller Teil eines Verstorbenen, der nach dem Tod die Insel nicht verlassen hatte, sich in Form eines Schattens oder Gespenstes materialisierte.

## Erscheinungsbild
Nach der Vorstellung der alten Polynesier besteht der Mensch aus drei Komponenten: Körper, Lebenskraft und Schattenbildwesen. Im materiellen Körper wohnt die Lebenskraft, vorwiegend in der Leber und den Eingeweiden, und manifestiert sich in allen Lebensäußerungen, vor allem im Atem. Beim Tod erlischt die Lebenskraft und der Körper vergeht. Das Schattenbildwesen aber bleibt – zumindest eine Zeit lang – außerhalb des Körpers bestehen. Nach der Überlieferung der Rapanui kann daraus ein Aku Aku entstehen, ein Wesen, das weder ganz der diesseitigen, noch ganz der jenseitigen Welt angehört.
Es gibt sowohl männliche als auch weibliche Aku Aku. Sie sind beständige Begleiter der Menschen und können gutartig, aber auch böse sein. Ihre Stimmen sind hoch und schrill und flößen Schrecken ein. Manchmal finden die Geister keine Ruhe, weil sie Versprechen einlösen müssen, die sie als Lebende gegeben hatten.:121
Die Geister waren individualisiert, jeder trug einen eigenen Namen. Alfred Métraux sammelte während seiner Forschungstätigkeit über 100 Namen von Aku Aku und gibt an, die Liste sei bei weitem nicht vollständig.:106
Jede Familie hatte einen oder mehrere Aku Aku. Besonders sensitive Familienmitglieder waren in der Lage, sich mit ihnen zu unterhalten und sie offenbarten dann die Zukunft oder gaben nützliche Ratschläge. So wird das Herstellungsverfahren eines Farbstoffes aus der Curcuma-Wurzel der Legende nach einem Aku Aku zugeschrieben. Bei den Mahlzeiten wurden die Geister (symbolisch) beteiligt, sie erhielten ihren Anteil stets bevor die Familie zugriff.

## Wortherkunft
Das Wort ist semantisch verwandt mit gleichlautenden Begriffen aus Mangareva und den Marquesas. In Mangareva hat es die Bedeutung von dünn, mager und auf den Marquesas zerhacken, zerkleinern, im weitesten Sinne reduzieren. Auf Tonga gibt es das Wort a’ua’u, das dünn, alt und gebrechlich bedeutet. Die Wortbedeutungen implizieren eine physische Schwäche, eine Reduktion, und folgerichtig wird das äußere Erscheinungsbild eines Aku Aku auch als skelettartiger Schatten oder halbverwester Leichnam beschrieben.

## Aku Aku in der Kunst
Der Moai Kavakava ist eine hölzerne, durchschnittlich 40 cm hohe Statue, die einen skelettartigen Mann mit deutlich vorstehenden Rippen, einem überdimensionierten, schädelartigen Kopf, langen Ohrläppchen, einer ausgeprägten Nase und einem Spitzbart zeigt. Es ist möglich, dass die Figur einen Aku Aku darstellt. Dem widerspricht allerdings, dass die wenigen in den Völkerkundemuseen erhalten gebliebenen Moai Kavakava ausschließlich männlichen Geschlechts sind. Bekannt ist, dass Würdenträger die Figuren bei religiösen Anlässen an einer Schnur um den Nacken trugen.

## Mythologie
Auf der Osterinsel wird die Legende von Rano erzählt, der versprach, seine drei Söhne gleich zu behandeln und ihnen seine Felder nach dem Tod zu gleichen Teilen zu vererben. Die beiden Ältesten hielten sich allerdings nicht an den Willen des Vaters, sondern teilten das Erbe unter sich auf, der jüngste Sohn von Rano ging leer aus. Da erschien ihm der Vater als Aku Aku in einer Höhle und versprach ihm, einen großen Baum zu schicken (auf der nahezu entwaldeten Osterinsel war Holz besonders kostbar). Einige Tage danach trieb ein großer Baum an das Ufer und der jüngste Sohn begann damit, ihn zu zerhacken. Als die beiden älteren Brüder das sahen, wollten sie den Baum für sich behalten. Der jüngste rief jedoch den Aku Aku zu Hilfe und der Baum erhob sich und trieb davon. Da sahen die beiden Ältesten ein, dass sie Unrecht getan hatten, und teilten das Erbe gerecht auf. Aus dem Baum fertigten sie gemeinsam Statuen, Ruder und Kriegskeulen.:121–122
Nach einer weiteren Legende tyrannisierten zu Anbeginn der Zeiten 30 Aku Aku die Menschen der Osterinsel. Der Held Taraku vernichtete die Geister und befreite die Insel.:107

## Parallelen
Vergleichbare Schattenwesen gibt es in der Mythologie zahlreicher anderer polynesischer Inseln, zum Beispiel die vaerua auf  Mangaia bzw. die vaelua auf  Samoa, die varua und oromatua auf Tahiti oder die lapu und wailua auf Hawaii.